# Francisco Javier Sanahuja Sanchis
Francisco Javier Sanahuja Sanchis (Castelló de la Plana, 25 de novembre de 1945) és un polític valencià, conseller de la Generalitat Valenciana i diputat a les Corts Valencianes en la IV Legislatura.
Militant del PSPV-PSOE, fou Conseller de Treball i Afers Socials de la Generalitat Valenciana de 1993 a 1995, en el darrer govern de Joan Lerma i Blasco. Fou elegit diputat a les eleccions a les Corts Valencianes de 1995. Ha estat vicepresident segon de les Corts Valencianes i membre de les Comissions de Reglament, de Peticions, de Govern Interior i d'Estatut dels Diputats.
Actualment és vocal de la Societat d'Amics i Antics Alumnes de la Universitat Jaume I.